# Sanremo Challenger (1981)
Il Sanremo Challenger (1981) è stato un torneo professionistico di tennis giocato sui campi in terra rossa del Tennis Club Solaro a Sanremo in Italia. Faceva parte dell'ATP Challenger Series. Si è giocata la sola edizione del 1981, che aveva un montepremi di 25.000 dollari.

## Albo d'oro

### Singolare
| Anno | Campione           | Finalista    | Punteggio |
| ---- | ------------------ | ------------ | --------- |
| 1981 | Corrado Barazzutti | Ilie Năstase | 7–5, 6–0  |

### Doppio
| Anno | Campioni                     | Finalisti                           | Punteggio |
| ---- | ---------------------------- | ----------------------------------- | --------- |
| 1981 | Bob Berger Blaine Willenborg | Luca Bottazzi Francesco Cancellotti | 7–6, 6–3  |